# Otto von Faber du Faur
Adolph Eduard Otto von Faber du Faur (født 3. juni 1828 i Ludwigsburg i Baden-Württemberg; død 10. august 1901 i München) var en tysk officer og maler, der udførte mange slagscener, nogle i et stort format.
Faur modtog sin første kunstneriske uddannelse af faren, slagmaleren Willhelm von Faber du Faur.

1851 var han kortvarigt elev hos Münchens historiemaler Alexander von Kotzebue, og 1852 fik han et stipendium og rejste til Paris for at arbejde i Adolphe Yvons atelier. Derefter studier ved kunstskolen i Stuttgart, og efter 1869 i historiemaleren Carl von Pilotys atelier på Kunstakademiet i München, Akademie der Bildenden Künste München.
Som 40-årig forlod Faber du Faur sin stilling som ritmester i kavaleriet for at hellige sig maleriet, og han deltog som krigsmaler i den den fransk-preussiske krig 1870/71.
| - Værker af Otto von Faber du Faur - Scene fra slaget ved Tauberbischofsheim Szene aus dem Gefecht von Tauberbischofsheim, 1866 - - Skitser, før 1870 Franske infanterister. Skitser til Straßenkampf in Bazeilles 1870 - Soldaterstudie, u.å. - Slaget ved Bazeilles Gefecht in Bazeilles, ml. 1870 og 1880(de) - På pusztaen i Ungarn, 1871 In der Puszta - Kavaleriets overgivelse efter slaget ved Sedan, 1872 Übergabe der Kavallerie nach der Schlacht von Sedan - Slaget ved Champigny Die Schlacht von Champigny, 1876(en) - Tungt arbejde, 1880 Schwere Arbeit - Panorama af slaget ved Wörth Panorama der Schlacht von Wörth 1881(de) - Fantasia, 1883 Hesteopvisning i Maghreb(de) - Beduinryttere, u.å - Dreng med to heste, 1898 Zwei Pferde mit Burschen - Resterne af den store hær Trümmer der Großen Armee 1812 |